# Alonzo Harris
El detective Alonzo Harris es el antagonista principal de la película de 2001 Día de entrenamiento. Fue interpretado por el actor Denzel Washington, que resultó ganador del Premio Óscar al mejor actor por esta interpretación.

## Biografía

### Descripción
El detective Alonzo Harris es un agente de narcóticos condecorado que lleva trabajando durante más de trece años en la calle. Sin embargo, trabaja con métodos discutibles y radicales, y es uno de los agentes más temidos debido a su corrupción, que lo puede permitir, ya que está encumbrado por sus jefes. Es un hombre egoísta e interesado, que hace lo que sea por dinero y carece de empatía.

### Historia
Alonzo Harris debe evaluar al joven Jake Hoyt para decidir si está preparado para trabajar como agente de narcóticos en la calle. En el coche de Alonzo, el oficial ve a miembros de la pandilla Mara Salvatrucha adolescentes que trafican drogas en un parque. Alonzo confisca las drogas y le dice a Jake que debe fumarse la marihuana para conocer bien el producto. Jake se niega, pero Alonzo le pone una pistola en la cabeza y obliga a Jake a consumir las drogas y amenaza con abandonarlo y matarlo diciendo que fue asesinado por un comerciante en la calle.
Jake cede y fuma la marihuana. Alonzo luego le dice que la marihuana está mezclada con PCP. Mientras conduce, Jake se da cuenta de que una estudiante de secundaria llamada Letty está siendo asaltada sexualmente. Jake con fuerza, somete a los atacantes, mientras que Alonzo observa. Alonzo dice a Letty que se vaya. Jake los detiene pero Alonzo le dice que la justicia de la calle se ha servido ya que los dos hombres pierden su dinero, y los primos de Letty pueden vengarse. Jake encuentra la billetera de Letty en el suelo y se lo lleva.
Alonzo y Jake después detienen a un distribuidor de drogas en silla de ruedas llamado Blue y le encuentran piedras de crack y una pistola cargada. A cambio de su libertad, Blue revela su socio: Kevin "Sandman" Miller, encarcelado en ese momento. Alonzo lleva a Jake a la casa de Sandman en Watts, donde utiliza una falsa orden de allanamiento para robar dinero de la droga de los locales. La esposa de Sandman, sin embargo, avisa y llama a los miembros de las pandillas armadas cercanas y les disparan. Apenas logran escapar, y Jake está furioso con Alonzo ya que todo lo que han hecho fue en vano. 
El dúo luego visita a la amante salvadoreña de Alonzo, Sara, y a su hijo en Baldwin Village. Después, Alonzo se reúne con un grupo de funcionarios de alto rango de la policía apodado los "Tres Reyes Magos". Le dicen a Alonzo que saben que le debe dinero a la mafia rusa y sugieren que abandone la ciudad. Pero Alonzo insiste en que se puede controlar la situación y que tiene permiso para "sacar provecho de una cuenta". Alonzo más tarde le dice a Jake que tenía que darle el dinero de Sandman a los Reyes Magos para obtener una orden de arresto.
Alonzo lleva a Jake y a otros tres oficiales de narcóticos a la casa de Roger, un traficante de drogas y el exoficial de la policía que el dúo visitó antes. Ellos se apoderan de varios millones de dólares por debajo del suelo de la cocina de Roger, pero Jake se niega a tomar su parte del dinero en efectivo. Alonzo, mata a Roger y organiza la escena para que parezca un tiroteo justificado. Jake se niega a mentir y, después de ser amenazado, se apodera de la escopeta de Alonzo. Los socios de Alonzo se alteran apuntando las armas contra Jake. Alonzo calma sus asociados y afirma que la policía de Los Ángeles hará un análisis de sangre a Jake, el resultado de la cual se puede falsificar, a cambio de la cooperación de Jake. Jake acepta a regañadientes.
Alonzo va con Jake a la casa de un gánster llamado "Smiley", supuestamente para hacer un mandado. Él abandona furtivamente a Jake, y éste juega a mala gana al póquer con Smiley y sus pandilleros. Una conversación tensa sobreviene en la que Smiley revela la situación de Alonzo: A medianoche, Alonzo debe pagar $1 millón a la mafia rusa por matar a uno de sus mensajeros en Las Vegas o será asesinado. Pero Jake se da cuenta demasiado tarde de que Alonzo ha pagado a Smiley para matarlo y es sometido y arrastrado a la ducha. Allí, la banda se encuentra la cartera de Letty, que es prima de Smiley. Smiley llama a Letty, que confirma que un oficial de policía arriesgó su vida para defenderla. En gratitud por la protección de su prima, Smiley deja ir a Jake.
Jake regresa al apartamento de Sara en busca de Alonzo. Intenta detener a Alonzo, pero se convierte en un tiroteo. Finalmente Jake le detiene, y después los miembros de las pandillas locales y los residentes comienzan a congregarse para ver lo que ocurre. Alonzo intenta tener a la multitud de su lado, ofreciendo una recompensa a quien mate a Jake, pero se han cansado de la arrogancia de Alonzo y permiten a Jake alejarse con el dinero. En un intento de escapar a través del Aeropuerto Internacional de Los Ángeles, Alonzo es asesinado por la mafia rusa. Su muerte se transmite por las noticias de una manera inquietantemente similar a la que Alonzo dijo Jake al principio de la película.

## Recepción
La actuación de Denzel Washington en el papel de Alonzo Harris fue muy elogiada por la crítica y el público. El crítico Roger Ebert del Chicago Sun-Times comentó:

"Denzel Washington parece disfrutar de una interpretación insuperable que hace ensombrecer al resto."

La crítica Amy Taubin del Village Voice dijo:

"La película de Fuqua es propulsiva, es un thriller policial elegantemente escrito, que ofrece el espectáculo inquietante de Denzel Washington."

David Edelstein de Slate comunicó:

"Como mínimo, Training Day es un magnífico pedestal para Denzel Washington, que aquí realiza una gran interpretación."

### Premios y nominaciones
Gracias a su actuación como Alonzo, Denzel Washington recibió varios premios y nominaciones, entre los que destacan:
| Año                                      | Categoría           | Resultado |
| ---------------------------------------- | ------------------- | --------- |
| Premios Óscar de 2001                    | Mejor actor         | Ganador   |
| Premios Globo de Oro de 2001             | Mejor actor - Drama | Nominado  |
| Premios del Sindicato de Actores de 2001 | Mejor actor         | Nominado  |